# Plaza de las Cortes
La plaza de las Cortes es una plaza de Madrid,  ubicada entre la desembocadura de la carrera de San Jerónimo y la calle del Prado. La plaza era antiguamente un punto de entrada a la Capital. En ella se encuentra el Congreso de los Diputados, la Organización Médica Colegial de España, el Edificio Plus Ultra, una estatua de Cervantes y el Hotel Palace.

## Historia
Desde finales del siglo XVI, en el lugar donde se encuentra el Congreso de los Diputados, se edificó el convento de clérigos menores del Espíritu Santo. En 1823 la Iglesia del convento se incendió mientras se encontraba oyendo misa el duque de Angulema con todo su estado Mayor. A la muerte de Fernando VII se reunieron las Cortes en 1834, designando los restos de la Iglesia del Espíritu Santo como lugar de las sesiones parlamentarias del Estamento de procuradores. En 1818 se construyeron viviendas al mismo tiempo que se expandía la Plaza. En tiempos existió el convento de Santa Catalina en sus cercanías, este templo fue derribado por los franceses. 
En el siglo XIX la plaza forma parte del "Barrio de las Cortes". El edificio del Congreso de los Diputados inaugura las obras el 10 de octubre de 1843 mediante la colocación de la primera piedra por Isabel II. Las obras se realizan de acuerdo con los planos diseñados por Narciso Pascual y Colomer y finalizan en 1850. Las primeras sesiones se realizan el 3 de noviembre. En el número 8 de la plaza vivió el poeta Ramón de Campoamor. En el jardín central de la plaza había dos grandes eucaliptos que fueron destrozados en el ciclón de 1886. En 1834 se coloca la estatua de Cervantes en la plaza; dicha estatua fue costeada por el comisario de Cruzada Manuel Fernández Varela. El Hotel Palace, ubicado en el n.º 7 de la plaza, fue construido durante el periodo 1911-1912 por Leon Monnoyer et Fils.

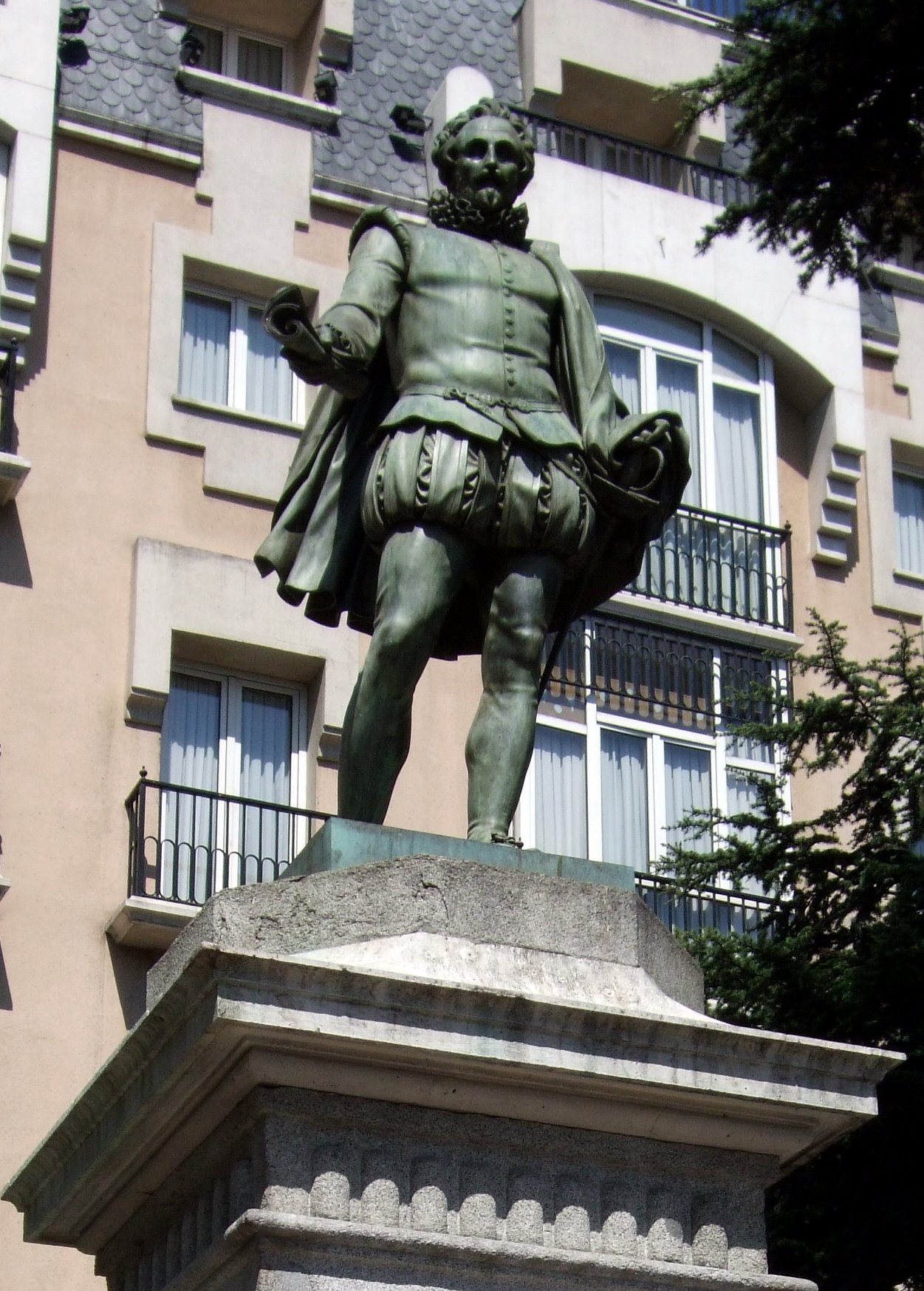
Monumento a Cervantes (1835).

En 2005 el alcalde de Madrid Alberto Ruiz-Gallardón solicita al equipo de arquitectos Siza Hernández de León y Riaño Rueda y Terán que trabajen en el proyecto de remodelación de la plaza con el objeto de estudiar la posibilidad de las obras. Finalmente se amplían aceras y se expande el entorno de la plaza que se fija en 3764 metros cuadrados. Las obras duran varios años y finalzan oficialmente en 2011. El 5 de diciembre de 2009 unos operarios que trabajaban en la remodelación del aparcamiento de la paza de las Cortes de Madrid se encontraron al mover la estatua de Cervantes en el basamento octogonal una cápsula del tiempo que en una caja de plomo se encontraban cuatro tomos del año 1819 del Quijote, un libro de la vida de Miguel de Cervantes y otras publicaciones. La caja y su contenido (documentos, medallas y monedas en buen estado) se mostró en una exposición temporal en el patio de la Casa de Correos. Tras la remodelación la ubicación de la estatua se modifica y se coloca en su centro, anteriormente se encontraba más cercana a las paredes de los edificios del Hotel Villa Real.